# بخش مرکزی شهرستان دشتستان
بخش مرکزی شهرستان دشتستان یکی از بخش‌های شهرستان دشتستان در استان بوشهر در جنوب کشور ایران است.

## تقسیمات کشوری
بخشدار مرکزی: هادی عدالت
- بخش مرکزی شهرستان دشتستان
  - دهستان حومه
  - دهستان دالکی
  - دهستان زیارت

شهرها: برازجان و دالکی

## جمعیت
بنابر سرشماری مرکز آمار ایران، جمعیت بخش مرکزی شهرستان دشتستان در سال ۱۳۸۵ برابر
۳۵۹۰۰۰ نفر بوده‌است.